# Hedwig von Below
Theresia Hedwig Henriette von Below, geb. Hennigs, verh. Schmidt, (* 1. November 1858 in Waldenburg; † 27. November 1930 in Berlin) war eine deutsche Schriftstellerin. Sie schrieb auch unter dem Pseudonym Hans von Below.

## Leben
Sie kam als Tochter des Porzellan- und Kunstmalers Karl Hennigs in Schlesien zur Welt und verbrachte einen Teil ihrer Kindheit in Warmbrunn. Nach dem Tod ihres Vaters kurz vor Hedwig Hennigs’ siebentem Geburtstag zog sie mit ihrer Mutter und ihren Geschwistern zunächst nach Breslau und später nach Berlin.
Hedwig Hennigs ließ sich zunächst als Schauspielerin ausbilden und wirkte kurze Zeit an einem Theater in Berlin. Im Jahr 1886 heiratete sie den früheren Rittergutsbesitzer Karl Below (1821–1893) und gab ihre Schauspielkarriere auf. Hedwig von Below wandte sich erst nach seinem Tod dem Schreiben zu und verfasste Märchen, Romane und Novellen sowie Lustspiele für die Bühne. 1897 schloss sie in Charlottenburg eine zweite Ehe mit dem Bankbeamten Hugo von Below (1868–1898). In dritter Ehe war sie ab 1899 mit dem Bankdirektor Heinrich Schmidt (1832–1911) verheiratet. Sie lebten in der Prager Straße 11 (heute Grainauer Straße 20/22) in Deutsch-Wilmersdorf.
Hedwig starb 1930 im Stubenrauch-Krankenhaus in Lichterfelde. Sie lebte zuletzt am Prettauer Pfad 9 in Lichterfelde.

## Werke
- Die kleine Pfirsichblüte. Märchen. Fontane, Berlin 1894.
- Der wilde Alex. Komischer Roman. Steinitz, Berlin 1895.
- Das Gauklerkind. Novelle. 1896.[6]
- Humoresken. 1896.[7]
- Der Rächer alter Schuld. Roman. 1897.[8]
- Drei Einakter. Die Herthapriesterin; Lotosblume; Mater Dolorosa. Entsch, Berlin 1898.
- Die Frau Bürgermeister. Lustspiel. 1898.[9]
- Gerte. Novelle. 1903.[10]